# Engelbert II van Gorizia
Engelbert II van Gorizia (overleden op 1 april 1191) was van 1150 tot aan zijn dood graaf van Gorizia. Hij behoorde tot het huis Gorizia.

## Levensloop
Engelbert II was de jongere zoon van graaf Meinhard I van Gorizia en diens echtgenote Elisabeth van Schwarzenburg, dochter van graaf Botto van Schwarzenburg. In 1137 werd hij voor het eerst genoemd als voogd van de Abdij van Millstatt, een functie die eerder werd uitgeoefend door zijn oom Engelbert I. Rond het jaar 1145 werd hij bovendien benoemd tot paltsgraaf van Karinthië.
In 1150 volgde hij zijn oudere broer Hendrik II op als graaf van Gorizia. Net als vader diende hij als voogd van het Patriarchaat Aquileja en van de abdij van San Piedro in Selve in het markgraafschap Istrië. Net als zijn jongere broer Meinhard, die tijdelijk markgraaf van Istrië was, was hij een hevige aanhanger van het huis Hohenstaufen.

## Huwelijk en nakomelingen
Engelbert II was gehuwd met Adelheid, dochter van graaf Otto I van Scheyern-Dachau-Valley. Ze kregen drie kinderen:
- Engelbert III (overleden in 1220), graaf van Gorizia
- Meinhard II (overleden in 1231), graaf van Gorizia
- Beatrix, zuster in Aquileja